# Andrée Blouin
Andrée Madeleine Blouin (Ubangi-Shari, 16 de dezembro de 1921 – Paris, 9 de abril de 1986) foi uma escritora, ativista política e defensora dos direitos humanos da República Centro-Africana.
Destacou-se por sua atuação nos movimentos de independência africanos e pela defesa dos direitos das mulheres e das populações marginalizadas durante e após o período colonial.

## Biografia
Filha de Josephine Wouassimba, uma jovem banziri de catorze anos, e Pierre Gerbillat, um empresário colonial francês de quarenta anos, Andrée Blouin nasceu em Bessou, uma aldeia em Ubangi-Shari (posteriormente República Centro-Africana). Quando tinha apenas 3 anos, Andrée foi retirada dos cuidados da mãe por seu pai e a nova esposa dele, Henriette Poussart, sendo colocada no orfanato das Irmãs de São José de Cluny, em Brazzaville, no Congo Francês. O orfanato era destinado a meninas mestiças e ficou marcado por episódios de negligência e abuso. Essa instituição foi criada com o objetivo de encobrir os “costumes libertinos” dos europeus — que incluíam crimes como o estupro — e de “proteger as crianças parcialmente brancas de viverem em condições africanas consideradas primitivas”.
Aos 15 anos, as freiras tentaram forçá-la a aceitar um casamento arranjado. Andrée passou 14 anos no orfanato, até que, em 1938, fugiu com outras duas meninas. Durante sua juventude, participou de vários pequenos atos de rebeldia com suas amigas. Insistia em frequentar cinemas reservados apenas a brancos até que sua presença passasse a ser tolerada. Em lojas, pedia artigos em francês, mas os atendentes, de propósito, respondiam em lingala ou kikongo para humilhá-la. Isso acontecia porque, embora tivesse cidadania francesa, ela não era vista como alguém com “direito real” de usar o idioma. Andrée também fazia questão de pedir manteiga — um alimento considerado “impensável” para africanos consumirem à época —, mas, como afirmou mais tarde, “era preciso começar de algum lugar”.
Sua experiência traumática com a morte do filho René, que não teve acesso a tratamento médico por causa da segregação racial, impulsionou sua militância contra leis coloniais discriminatórias, como a proibição do uso da quinina por africanos.

### Ativismo político
Na década de 1950, envolveu-se nos movimentos de libertação africanos, participando ativamente da campanha de independência da Guiné ao lado de Sékou Touré. Posteriormente, tornou-se figura central no Parti Solidaire Africain (PSA), no então Congo Belga, organizando mulheres e promovendo alfabetização, saúde e direitos femininos. Chegou a registrar 45 mil mulheres no partido em apenas um mês.
Foi nomeada chefe de protocolo no governo de Patrice Lumumba, atuando como redatora de discursos e elo diplomático com governos europeus. Após o assassinato de Lumumba, tornou-se alvo político, sendo perseguida e forçada ao exílio.

### Exílio e últimos anos
Após ser condenada à morte durante o regime de Joseph Mobutu, refugiou-se em Paris, onde continuou seu ativismo em prol da justiça social e igualdade de gênero, acolhendo figuras da oposição africana. Nesse período, a ativista escreveu diversos artigos em que condenava o imperialismo na África, e em 1983 publicou sua autobiografia intitulada My country, Africa: autobiography of black pasionaria. Faleceu em 1986, vítima de linfoma.

## Legado
Reconhecida por sua eloquência, visão estratégica e liderança entre mulheres africanas, Andrée Blouin é considerada uma figura marcante do pan-africanismo e da luta anticolonial, com seu trabalho tendo impacto duradouro na organização política e social de mulheres no continente africano.